# Ryszard Bitner (pilot)

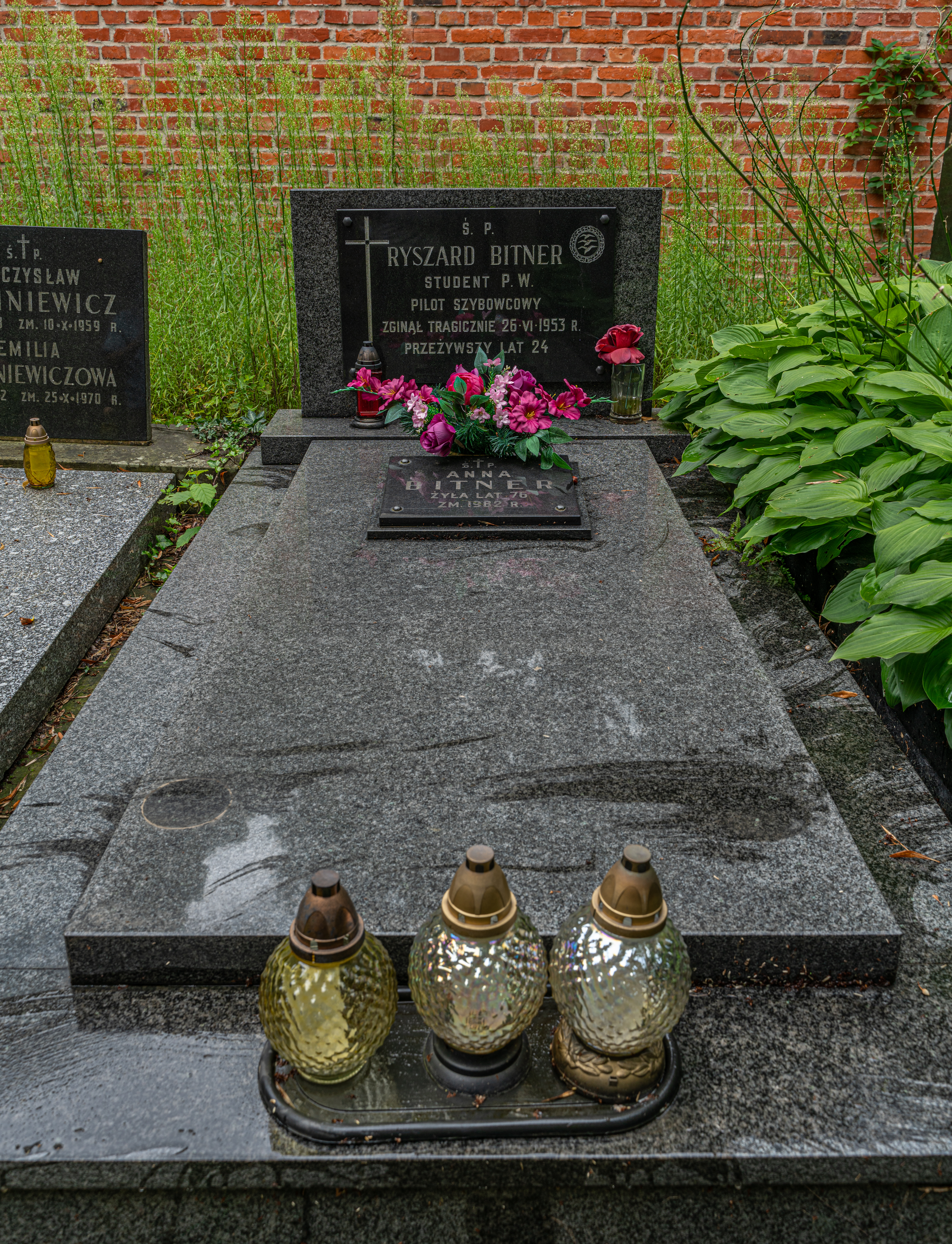
Grób Ryszarda Bitnera na cmentarzu Powązkowskim

Ryszard Bitner (ur. 3 kwietnia 1931 w Warszawie, zm. 26 czerwca 1953) – polski pilot szybowcowy, rekordzista Polski, posiadacz złotej odznaki szybowcowej z dwoma diamentami, inicjator całorocznych zawodów szybowcowych (CZS).

## Życiorys
Szkolenie szybowcowe rozpoczął w 1947 r. w Aeroklubie Warszawskim. Absolwent Państwowego Gimnazjum i Liceum im. Stefana Batorego w Warszawie (matura 1949). W 1948 r. rozpoczął studia na Wydziale Mechanicznym Politechniki Warszawskiej. Był członkiem Aeroklubu Warszawskiego.
7 maja 1950 r. w Głównym Instytucie Lotnictwa na Okęciu wziął udział w lotach próbnych na motoszybowcu „Pegaz” w celu sprawdzenia przydatności płatowca do szkolenia pilotów szybowcowych w pilotażu silnikowym metodą samodzielną.
10 maja 1950 r. wykonał przelot otwarty Warszawa-Wrocław i uzyskał złotą odznakę szybowcową. W 1951 r. startował w VIII Krajowych Zawodach Szybowcowych, gdzie zajął 7. miejsce oraz zdobył dwa diamenty do złotej odznaki (za przewyższenie oraz przelot docelowy).
1 lutego 1952 r. w konkursie plebiscycie na 10 najlepszych szybowników za okres 1950-1952 ogłoszonym przez „Skrzydła i Motor” zajął 3 miejsce. W tym samym roku wykonał na szybowcu „Sęp” bis przelot otwarty na odległość 499 km. Następnie osiągnął wysokość przewyższenia 5800 m. i absolutną 6100 m. Należał do grona współpracowników „Skrzydlatej Polski” pisząc wiele artykułów dotyczących szybownictwa.
W lutym 1953 r. rozpoczął szkolenie na instruktora szybownictwa.
26 czerwca 1953 r., w czasie rozgrywania I(X) Szybowcowych Mistrzostw Polski, startując na szybowcu IS-2 Mucha wleciał w chmurę burzową i prawdopodobnie w niej został śmiertelnie rażony piorunem. Powypadkowe badanie wraku szybowca wykazało brak umasowienia lotek ze sobą przewodem masującym, co mogło być wystarczającym powodem śmiertelnego porażenia. Po jego tragicznej śmierci zawody zostały mianowane jego imieniem i rozgrywane są do dziś.
Został pochowany na cmentarzu Powązkowskim w Warszawie (kwatera 216-3/4-39).